# Terrence Wade Wilcutt
Terrence Wade Wilcutt (Russellville, Kentucky, 1949. október 31. –) amerikai űrhajós, ezredes.

## Életpálya
1974-ben a Western Kentucky Egyetemen matematikából vizsgázott. Kettő évig egy középiskolában matematikát tanított. 1978-ban szerzett pilóta jogosítványt. Szolgálati repülőgépe az F–4 Phantom II volt. 1983-ig Japánban, Dél-Koreában és a Fülöp-szigeteken szolgált. 1983-ban átképezték az F/A–18 gépre. 1986-ban tesztpilóta kiképzésben részesült. Tesztpilótaként az F/A–18 Hornet, az A–7 Corsair II, valamint az F–4 Phantom II különböző fejlesztéseit repülte, tesztelte. Több mint 6600 órát repült, több mint 30 különböző repülőgépen.
1990. január 17-től a Lyndon B. Johnson Űrközpontban részesült űrhajóskiképzésben. Kiképzett űrhajósként tagja több támogató (tanácsadó, problémamegoldó) csapatnak. Négy űrszolgálata alatt összesen 42 napot, 0 órát és 5 percet (1008 óra) töltött a világűrben. Űrhajós pályafutását 2005 februárjában fejezte be. A NASA Mission Assurance Johnson Space Center (JSC) igazgatóhelyettese.

## Űrrepülések
- STS–68, az Endeavour űrrepülőgép 7. repülésének pilótája. A Space Lab Radar (SRL–2) segítségével a globális környezeti változások tanulmányozását végezték egy környezeti és geológiai program keretében. A Föld felszínéről radartérképet készítettek. Több mint 14 000 fényképet készítettek. Első űrszolgálata alatt összesen 11 napot, 5 órát és 46 percet (270 óra) töltött a világűrben. 7 569 092 kilométert (4 703 216 mérföldet) repült, 182 kerülte meg a Földet.
- STS–79, az Atlantis űrrepülőgép 17. repülésének pilótája. Hatodik repülés a Mir űrállomásra. Magával vitte az új dokkoló rendszert, illetve a hosszútávra berendezkedő legénységet. Második űrszolgálata alatt összesen 10 napot, 3 órát és 19 percet (243 óra) töltött a világűrben. 6 300 000 kilométert (3 900 000 mérföldet) repült, 160 kerülte meg a Földet.
- STS–89 az Endeavour űrrepülőgép 12. repülésének parancsnoka. A nyolcadik Shuttle–Mir dokkolással több mint 9000 kilogramm tudományos felszerelést, logisztikai hardvert és vizet is szállított. Az előírt repülési, tudományos és kísérleti program felelőse. Összesen 8 napot, 19 órát és 48 percet (211 óra) töltött a világűrben. 5 800 000 kilométert (3 600 000 mérföldet) repült, 138 kerülte meg a Földet
- STS–106 az Atlantis űrrepülőgép 22. repülésének parancsnoka. Alapellátásként 29 700 kilogramm árút (élelmiszer, víz, akkumulátorok, hálózati átalakítók, WC, fitneszgépek) szállított. Űrséták alatt (kutatás, szerelés) elvégezték az előírt programokat. Legfőbb feladata a robotkarok működtetése, karbantartása volt. Első űrszolgálata alatt összesen 11 napot, 19 órát és 12 percet (283 óra) töltött a világűrben. 7 900 000 kilométert (4 900 000 mérföldet) repült, 185 kerülte meg a Földet